# Olga Gatti
Olga Gatti fue una actriz de cine y teatro que nació en Argentina, país donde en la década de 1950 realizó su carrera profesional. Se retiró en 1957 tras casarse.

## Carrera profesional
Fue una actriz que trabajó con asiduidad en la década de 1950 en papeles de reparto entre los que se destaca el cumplido en Honrarás a tu madre (1953) y además coprotagonizó Uéi Paesano (1953) con Nicola Paone. 
En 1949 formó parte de la "Compañía teatral de Francisco Canaro" y trabajó en el Teatro Casino en la comedia musical Con la música en el alma, junto a un a los actores Alberto Dalbes, Gloria Ramírez, Mecha Delgado, Ángel Aleta, Perla Grecco, Ubaldo Martínez, Vicente Forastieri, y Félix Mutarelli, y los músicos Francisco Amor y Antonio De Bassi. 
En 1951 actuó en la obra teatral Crimen en borradorde Julio Porter y Raúl Gurruchaga dirigida por Juan Carlos Thorry en el Teatro Grand Splendid junto a Analía Gadé, María del Río, Elisa Christian Galvé, Humberto de la Rosa, Pablo Palitos, Eduardo Rudy, Ramón Garay y María Esther Podestá.
Integró junto a Paquito Busto, Benita Puértolas, Tono Andreu, Perla Santalla, Amalia Bernabé, Orestes Soriani, Alejandro Maximino, Juan Carlos Thorry, Roberto Casaux, Analía Gadé y Héctor Coire el elenco que en marzo de 1952 repuso exitosamente en el Teatro Apolo la obra teatral Mi suegra es una fiera, de Julio Escobar.
En 1954 efectuó una gira por teatros de la provincia de Buenos Aires actuando junto a Roberto Escalada, Raquel Notar, Enrique de Pedro y Coca Teleca en la obra Sólo puedo darte amor.

## Filmografía
Actriz
- El primer beso (1958)
- Mi marido hoy duerme en casa (1955)
- Para vestir santos (1955)
- Sucedió en Buenos Aires (1954) …Hermana de Quique
- Uéi Paesano (1953)
- Honrarás a tu madre (1953)
- La tía de Carlitos (1953)
- ¡Qué rico el mambo! (1952)
- Como yo no hay dos (1952)
- Ritmo, sal y pimienta (1951)
- El complejo de Felipe (1951)
- La mujer del león (1951)
- De turno con la muerte (1951)
- Esposa último modelo (1950)
- El zorro pierde el pelo (1950) …Bailarina
- Cuando besa mi marido (1950)